# Beatsteaks
Beatsteaks es una banda punk rock originaria de Berlín, Alemania, formada en 1995. 

## Historia
Peter Baumann, Stefan Hircher, Alexander Ross Waag y Bernd Kurtzke fundarol los Beatsteaks en 1995. Al poco tiempo Arnim Teutoburg-Weiß se unió a la banda como solista y guitarrista adicional. En 1996 la banda ganó un concurso musical local en SO36 y tocaron como teloneros de los Sex Pistols en su concierto de Berlín. Ésta era la décima actuación de la banda. 
En 1997 grabaron un primer álbum, 48/49, titulado según el nombre de su sala de ensayos. Contenía varias canciones en alemán, mientras que sus álbumes más recientes ya estaban cantados en inglés. En 1999 su segundo álbum Launched apareció en la discográfica norteamericana Epitaph Records. Thomas Götz ya era el batería en aquella época. En el bajo, Torsten Scholz substituyó a Alexander en el 2000. A esto le sucedieron giras con Bad Religion, Die Ärzte y Die Toten Hosen, posibilitando a la banda tocar ante una mayor audiencia.
En 2002, publicaron su tercer álbum Living Targets del que la banda sacó su primer sencillo Let Me In y Summer, y desde entonces se les puede escuchar en radio y televisión. Al finalizar 2002, la banda tocó un concierto en el Columbiahalle de Berlín y grabaron un EP, que fue regalado entre los asistentes. Este Wohnzimmer-EP (EP en directo) fue la primera colaboración con el productor Moses Schneider. 
El gran paso adelante sucedió en Berlín en 2004 con el álbum Smack Smash, especialmente con su segundo sencillo I Don't Care As Long As You Sing que ganó un premio en la gala Premios MTV 2004 en la categoría Mejor actuación alemana. Al finalizar 2005 sacaron al mercado su doble DVD B-Seite, que incluía un documental auto producido sobre la historia de la banda, una recopilación de algunos conciertos y los videoclips de la banda hasta el momento. En 2006 tocaron en una pequeña gira veraniega, con actuaciones en tres conciertos y dos festivales. Tras la publicación del sencillo Jane Became Insane el 9 de marzo de 2007 apareció su álbum Limbo Messiah, el día 30 del mismo mes. En este disco podemos encontrar canciones como Cut Off the Top, Demons Galore y Meantime. 
El 7 de junio de 2007, la banda realizó un concierto de beneficencia, como parte del Deine Stimme gegen Armut (Haz la pobreza historia - literalmente "Tu voz contra la pobreza") una campaña que se llevó a cabo en Rostock frente a 70000 espectadores. Un mes más tarde, el 7 de julio, actuaron en el festival Kindl-Bühne Wuhlheide de Berlín, su concierto en solitario con mayor afluencia de público, alrededor de 17000 espectadores.
En 2007 los Beatsteaks fueron nuevamente nominados como Mejor actuación alemana en la Gala Premios MTV, ganaron el premio de la audiencia 1Live Krone como mejor actuación en vivo.
El 2 de mayo de 2008 lanzaron un álbum en directo, que incluía dos CD y un DVD en una versión, o el primer CD en otra versión más económica.
Torsten Scholz dijo en una entrevista que los Beatsteaks escribirían nuevas canciones al acabar su gira en agosto del 2008.

## Proyectos laterales
El batería de la banda, Thomas Goetz, y Marten Ebsen, guitarrista de Turbostaat, comenzaron el proyecto NinaMarie. Su primer EP fue lanzado bajo el nombre Scheiss.Taxi - Scheiss.Paris en marzo de 2006. 
Otro proyecto aparte de la banda, en el cual todos los miembros están implicados, emergió durante la grabación de su disco Limbo Messiah, se trata de la banda versionadora Die Roys. Cambiaron roles e instrumentos y bajo la dirección de Roy Baumann (Peter Baumann) interpretan canciones conocidas las cuales, según sus propias palabras, son "the las mejores canciones jamás escritas." Las cinco primeras canciones pueden ser encontradas como sencillosJane Became Insane, Cut Off the Top y Demons Galore.

## Miscelánea
Los Beatsteaks son mencionados por Die Ärzte en su canción Unrockbar, que ayudó a aumentar su reputación repentinamente. Die Ärzte dedicó su canciónPopstar a los Beatsteaks en el Rock am Ring de 2007. Ambas bandas mantienen una amistosa competitividad en Berlín.
Los Beatsteaks están presentes en una grabación On the Run del grupo pro-derechos humanos Pro Asyl con una versión de Opel-Gang de los Toten Hosen. A cambio versionearon la canción Hand in Hand del álbum Smack Smash y la publicaron en su álbum acústico. La banda de Rock-'n'-Roll Boppin'B también versioneó esa canción en su último LP Rock 'n' Roll Radio.
En la película Knallhart de Detlev Buck puede ser escuchada la canción Fool del álbum 48/49.

## Discografía

### Álbumes
- 1997: 48/49
- 2000: Launched
- 2002: Living Targets
- 2004: Smack Smash
- 2007: .limbo messiah
- 2008: Kanonen auf Spatzen (live album)
- 2011: Boombox
- 2013: Muffensausen
- 2014: Beatsteaks

### EP
- 1998: 6-11-98 Knaack, 6 de noviembre; ticket para concierto en "Knaack" (Berlín). Muy limitado.
- 2002: Wohnzimmer-EP, 21 de diciembre; limitado a tener un Ticket para el concierto en el "Columbiahalle" (Berlín).
- 2007: .demons galore. 5 de octubre; 10" vinilo y CD.

### Sencillos
- 2002: Summer
- 2002: Let Me In
- 2004: Hand In Hand
- 2004: I Don't Care As Long As You Sing
- 2004: Hello Joe
- 2004: Loyal To None (Limited Vinyl-Single)
- 2007: .jane became insane
- 2007: .cut off the top
- 2007: .demons galore
- 2007: .meantime
- 2008: .Hail to the Freaks

### DVD
- 2004: Beatsteaks Live (Bonus-DVD, Edición limitada de Smack Smash)
- 2005: B-Seite
- 2007: .demons galore (Bonus-DVD, Edición limitada de .limbo messiah)
- 2008: Kanonen auf Spatzen